# Pan (periodico)
Gli anni subito dopo la guerra, aprendo allo sguardo degli uomini un mondo senza precedenti, dettero ai più l'illusione di ricominciare la storia dal niente. Donde, la ricerca del nuovo, l'aborrimento del passato, la negazione d'ogni studio e d'ogni pietà. Ma già (...) questa prima, forse necessaria fase di riflessione davanti al mondo nuovo è trascorsa. Prima di tutti ne è uscita l'Italia per merito del Fascismo, ormai riconosciuto dovunque come regime esemplare d'ordine umano e d'intelligenza creativa (...) HUMANITAS è la parola nostra che riunisce, e dimostra uguali, la spontanea e calda umanità dell'animo e la cultura.
Pan (sottotitolo: «Rassegna di lettere, arte e musica») fu una rivista di lettere, arte e musica, fondata da Ugo Ojetti nel 1933.

## Descrizione
La rivista professava un sollecito ossequio a tutte le forme del regime, condivideva gli obiettivi di grandezza nazionale e di ordine nuovo da instaurare nella società italiana e dava il suo pieno consenso ai miti della civiltà latino-mediterranea e del fascismo universale.
Redatta da Giuseppe De Robertis e dal giovane scrittore Guido Piovene per la milanese Rizzoli, Pan, rispetto alla rivista Pegaso che l'aveva preceduta, allarga gli orizzonti a interessi più ampi, spaziando dalla letteratura greca e latina, alla storia, alle arti figurative, secondo un ideale di Humanitas completamente antinovecentesco e filofascista che venne espresso nel numero del gennaio 1934 nell'Avvertenza al lettore.
L'allineamento al regime di Pan passa dai contributi dell'architetto ufficiale del regime Marcello Piacentini e del compositore Ildebrando Pizzetti, alle adulazioni di Ojetti che nel suo articolo Scritti e discorsi di Benito Mussolini, febbraio 1935, ne esalta l'oratoria e altre virtù.
Per quanto riguarda la musica classicistica e antiavanguardista, Mario Labroca esalta la "ricchezza ritmica, chiarezza, logicità di linguaggio" dello stile musicale di Stravinskij.
A parte le specializzazioni differenti, le due riviste di Ojetti sono sostanzialmente simili. Pan terminerà le pubblicazioni nel 1935.